# Pieter Hallevoet
Pieter Franciscus Hallevoet (Ichtegem, 3 februari 1766 - aldaar, 21 januari 1840) was  van 1803 tot 1804 maire van de Belgische gemeente Ichtegem.
Pieter Hallevoet ondertekende de eerste akte als maire van Ichtegem op 3 fructidor an XI en zijn laatste op 14 brumaire an XIII. Hij ondertekende altijd als 'Pieter Hallevoet'.
Pieter Hallevoet was geboren op 3 februari 1766 in Ichtegem in het gezin van Alexander Hallevoet en Joanna Clara Vansieleghem. Zij baatten de herberg 'De Somme' uit recht voor de parochiekerk. Na zijn huwelijk met Isabella Clara Eugenia Proot op 13 mei 1802 in Ichtegem, namen Pieter en Isabella de zaak over. Hij stierf op 21 januari 1840.
Via zijn moeder was Hallevoet verwant met de familie Vansieleghem, landmeters, brouwers en ambtenaren uit het ancien régime. Eveneens via zijn moeder was hij verwant met de familie Pollentier, waarvan Pieter Joannes Pollentier een van de laatste schepenen van het Land van Wijnendale was. Via deze familie Pollentier was er ook verwantschap met de familie Decock. Zo was een maire van de Franse Republiek verwant met schepenen van het oude regime.